# 荒井英治
荒井 英治（あらい えいじ、1957年 - ）。日本のヴァイオリニスト。東京都出身。

## 経歴
1957年生まれ。1973年桐朋女子高等学校音楽科在学中に全日本学生音楽コンクール高校の部全国1位。桐朋学園大学で鈴木共子、江藤俊哉に師事する。1979年から新星日本交響楽団、1980年から東京交響楽団、1989年から2015年まで東京フィルハーモニー交響楽団のコンサートマスターを務めた。現在は日本センチュリー交響楽団および名古屋フィルハーモニー交響楽団の首席客演コンサートマスター、東京シティ・フィルハーモニック管弦楽団特別客演コンサートマスターを務めている。東京音楽大学教授。

## 演奏活動
1992年、モルゴーア・クァルテットを結成し、ショスタコーヴィチの弦楽四重奏曲全15曲に取り組み注目を浴びる。その後も古典派と現代曲を組み合わせた独自のアプローチを展開している。1998年には第10回「村松賞」を受賞。ソリストとしての活動も活発に行い、現在までに6回のリサイタルを開催している。